# SC Majestic
Der Sporting Club Majestic, auch einfach nur SC Majestic genannt, ist ein Sportverein in Saponé (Burkina Faso). Aktuell spielt der Verein in der ersten Liga, der Première Division.

## Erfolge
- Burkinischer Vizemeister: 2022, 2024

## Stadion
Der Verein trägt seine Heimspiele im Stade Municipal de Ziniaré in Ziniaré aus. Das Stadion hat ein Fassungsvermögen von 1500 Personen.

## Trainer
| Trainer       | Nation       | von         | bis |
| ------------- | ------------ | ----------- | --- |
| Moussa Sanogo | Burkina Faso | August 2021 |     |